# Steryos Marios Bilas
Steryos Marios Bilas (en griego: Στέργιος Μάριος Μπίλας; Calcis, 21 de noviembre de 2001) es un deportista griego que compite en natación.
Ganó tres medallas en el Campeonato Europeo de Natación de 2024 y una medalla de bronce en el Campeonato Europeo de Natación en Piscina Corta de 2023.

## Palmarés internacional
| Campeonato Europeo                  | Campeonato Europeo | Campeonato Europeo | Campeonato Europeo |
| Año                                 | Lugar              | Medalla            | Prueba             |
| ----------------------------------- | ------------------ | ------------------ | ------------------ |
| 2024                                | Belgrado (Serbia)  | Medalla de oro     | 50 m mariposa      |
| 2024                                | Belgrado (Serbia)  | Medalla de plata   | 50 m libre         |
| 2024                                | Belgrado (Serbia)  | Medalla de bronce  | 4 × 100 m libre    |
| Campeonato Europeo en Piscina Corta |                    |                    |                    |
| Año                                 | Lugar              | Medalla            | Prueba             |
| 2023                                | Otopeni (Rumania)  | Medalla de bronce  | 4 × 50 m libre     |